# Bryophyllidae
Famille
Les Bryophyllidae sont une famille de Ciliés de la classe des Gymnostomatea et de l’ordre des Spathidiida.

## Étymologie
Le nom de la famille vient du genre type Bryophyllum dérivé du grec βρυόεις / bryóeis, mousse, et φυλλ / fyllos, feuille, littéralement « feuille de mousse », en référence à l'habitat de ces organismes (les mousses) bien que certaines espèces vivent en eau douce.

## Description
Les Bryophyllidae sont des Spathidiida ayant un renflement buccal s'étendant méridionalement (c’est-à-dire comme des lignes méridiennes terrestres) ou en spirale jusqu'à l'extrémité postérieure du corps. 
Leurs rangées ciliaires sont aussi disposées méridionalement, celles du côté gauche partiellement ou entièrement différenciées en brosse dorsale en avant.
La brosse dorsale est soit isomorphe (genres Bryophyllum et Neobiyophyllum), soit hétéromorphe (genre Apobryophyllum) ; composée de trois rangées de cils (Bryophyllum) ou de plus de trois rangées (Neobryophyllum).

## Habitat
Les espèces de Bryophyllum vivent aussi bien dans des mousses que dans le neuston limnicole. 

## Liste des genres
Selon GBIF (15 janvier 2023) :
- Neobryophyllum Foissner, 2004

Selon Foissner & Lei (2004) :
- Apobryophyllum Foissner, 1998
- Bryophyllum Kahl, 1931
- Neobryophyllum Foissner, 2004

## Systématique
Le nom valide de ce taxon est Bryophyllidae Foissner & Lei, 2004.

## Publication originale
- (en) W. Foissner et Y.-L. Lei, « Morphology and ontogenesis of some soil spathidiids (Ciliophora, Haptoria) », Linzer Biologische Beiträge, Biologiezentrum Linz (d), vol. 36, no 1,‎ 2004, p. 159-199 (ISSN 0253-116X, lire en ligne).